# Vlastní kapitál
Vlastní kapitál neboli také vlastní jmění představuje vlastní zdroje financování obchodního majetku podnikatele, pro tvorbu jeho kapitálu. Tvoří ho vklady zakladatelů (vlastníků, společníků) do základního kapitálu společnosti a složky, které vznikly během hospodaření podniku. Vlastní kapitál tak zahrnuje peněžité a nepeněžité vklady majetku do firmy, kapitálové fondy, hospodářské výsledky z minulých účetních období i z období současného a fondy tvořené ze zisku (rezervní fond). V rozvaze se vykazuje na straně pasiv.
Tvořen je složkami, které do podniku vložili jeho zakladatelé (majitelé, společníci) anebo složkami, které při činnosti podniku vznikly. Jedná se tedy o kapitál, který patří majiteli (případně majitelům). Je hlavním nositelem podnikatelského rizika. Jeho podíl na celkovém jmění je ukazatelem finanční jistoty podniku. Nejedná se o
stálou veličinu, avšak o veličinu měnící se v závislosti na hospodářském výsledku. Pokud společnost dosahuje zisku, vlastní kapitál roste, avšak pokud je situace opačná a společnost dosahuje ztráty, vlastní kapitál klesá.
Kromě vlastního kapitálu se rozlišuje také cizí kapitál.

## Členění vlastního kapitálu
Podle vyhlášky č. 500/2002 Sb., kterou se provádějí některá ustanovení zákona č. 563/1991 Sb., o účetnictví, pro účetní
jednotky, které jsou podnikateli účtujícími v soustavě podvojného účetnictví, se vlastní kapitál člení na základní kapitál, kapitálové fondy, výsledek hospodaření minulých let, výsledek hospodaření běžného účetního období a fondy ze zisku.

### Základní kapitál
Dřívější úprava základního kapitálu vycházela ze zákona č. 513/1991 Sb., obchodní zákoník, který však byl platný do 31. prosince 2013. § 58 v prvním odstavci stanovil, že základní kapitál společnosti je peněžní vyjádření souhrnu peněžitých i nepeněžitých vkladů všech společníků do základního kapitálu společnosti. Musí být vyjádřen v jednotkách české měny. Společník se účastní na základním kapitálu vkladem. Základní kapitál je součástí vlastního kapitálu. Druhý odstavec stanovil, že základní kapitál se vytváří povinně v komanditní společnosti, ve společnosti s ručením omezeným a v akciové společnosti. Jeho výše se zapisuje do obchodního rejstříku, pokud tak stanoví zákon.
Nynější právní úprava základního kapitálu je obsažena v ustanovení § 30 zákona č. 90/2012 Sb., o obchodních korporacích, je základní kapitál je souhrn všech vkladů. Lze změnit výši základního kapitálu – zvýšit či snížit. Změny výše základního kapitálu jsou též součástí zákona o obchodních korporacích. Zvýšit lze:
1. převzetím vkladové povinnosti ke zvýšení dosavadních vkladů nebo k novému vkladu,
2. z vlastních zdrojů, nebo
3. kombinací předchozích dvou způsobů zvýšení základního kapitálu.

Usnesení valné hromady o snížení základního kapitálu obsahuje:
- částku, o niž se základní kapitál snižuje,
- údaj, jak se mění výše vkladů společníků, případně jejich počet,
- údaj o tom, zda částka odpovídající snížení základního kapitálu bude celá nebo zčásti vyplacena společníkům nebo zda bude prominuta povinnost splnit vkladovou povinnost anebo jakým jiným způsobem bude s touto částkou naloženo,
- lhůtu pro odevzdání kmenového listu.

### Kapitálové fondy
Jedná se o kapitál, který má společnost z vnějšku. Kapitálové fondy lze účetně rozlišit: ážio, ostatní kapitálové fondy, oceňovací rozdíly z přecenění majetku a závazků a oceňovací rozdíly z přecenění při přeměnách. Kapitálové fondy se zvyšují také dary a dotacemi na kapitálové dovybavení. Kapitálové fondy představují vklady společníků a to jak peněžní, tak i nepeněžní. Díky kapitálových fondů se zvyšuje vlastní kapitál společnosti, avšak nezvyšuje se základní kapitál.

### Výsledek hospodaření minulých let
Jedná se o položku v rozvaze, která je součástí vlastního kapitálu. Tato položka rozvahy se dále rozděluje na – nerozdělený zisk minulých let, neuhrazená ztráta minulých let a jiný výsledek hospodaření minulých let.

### Výsledek hospodaření běžného účetního období
Výsledek hospodaření běžného účetního období uvedené v rozvaze se musí rovnat položce výsledku hospodaření za účetní období, která je uvedena ve výkazu zisku a ztrát. Výkaz zisku a ztrát (neboli v praxi označováno jako „výsledovka“) je uspořádáním položek výnosů, nákladů a výsledku hospodaření účetní jednotky.

### Fondy ze zisku
Fondy ze zisku se člení podle toho, zda jsou tvořeny povinně, tzv. zákonné fondy, mezi které se řadí rezervní fond, nedělitelný fond dobrovolně a tzv. ostatní fondy.